# Štefan Znám
Štefan Znám [štéfan znám], slovaški matematik, * 9. februar 1936, vas Veľký Blh, Češkoslovaška (sedaj Slovaška), † 17. julij 1993, Bratislava, Slovaška.
Znám je najbolj znan po svojem delu iz teorije števil, še posebej po problemu iz leta 1972, imenovanem po njem, ki sprašuje katera množica k celih števil ima lastnost, da je vsako celo število v njej pravi delitelj produkta drugih celih števil iz množice vključno z 1.

## Življenje in delo
Maturiral je leta 1954 v bližnji Rimavski Soboti. Leta 1959 je na Naravoslovni fakulteti Univerze Komenskega v Bratislavi (UK) diplomiral iz matematike. Po diplomi je učil na srednji šoli v Piešťanyh, leta 1960 pa je začel poučevati na katedri za matematiko na Fakulteti za kemijo tedanje Slovaške visoke tehniške šole v Bratislavi (SVŠT). Dolgo časa do smrti je predaval na katedri za algebro in teorijo števil na tedanji Naravoslovni fakulteti UK.
Najprej je raziskoval na področju teorije števil, kasneje pa tudi teorije grafov, ki se je v 1960-tih začela naglo razvijati. Na obeh področjih je imel njegov pristop kombinatorični značaj.
Bil je soustanovitelj revije Matematické obzory in glavni urednik revije Acta Mathematica Universitatis Comenianae.